# Лесные пожары в Греции (2007)

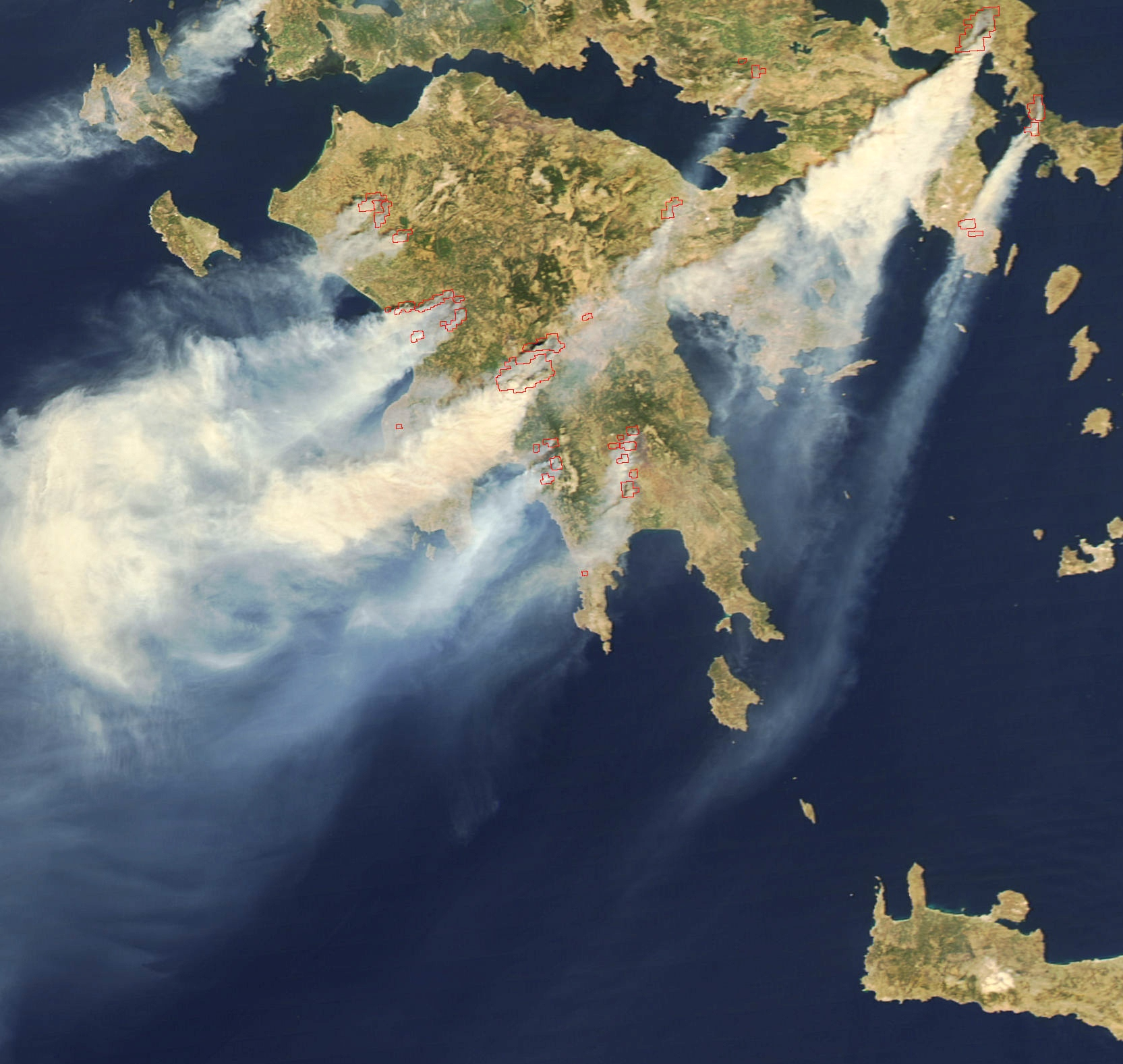
Снимок НАСА

Лесные пожары в Греции в августе 2007 года стали самыми интенсивными и разрушительными пожарами в Греции за последние 150 лет. Жаркая сухая погода способствовала стихийному распространению огня на значительной территории страны, прежде всего в южной трети страны: на полуострове Пелопоннес, остров Эвбея, регионы Аттика, Аркадия. Правительство Греции объявило чрезвычайное положение и провело эвакуацию десятков населенных пунктов, призвало на помощь международные и иностранные организации, в том числе МЧС Белоруссии и России. В результате пожаров погибли 79 человек. Огонь разрушил множество домов, вплотную подошел к археологическим памятникам Древней Олимпии, которые всё же удалось уберечь. Не исключено, что одной из причин такого числа пожаров стали умышленные поджоги.

## Причины

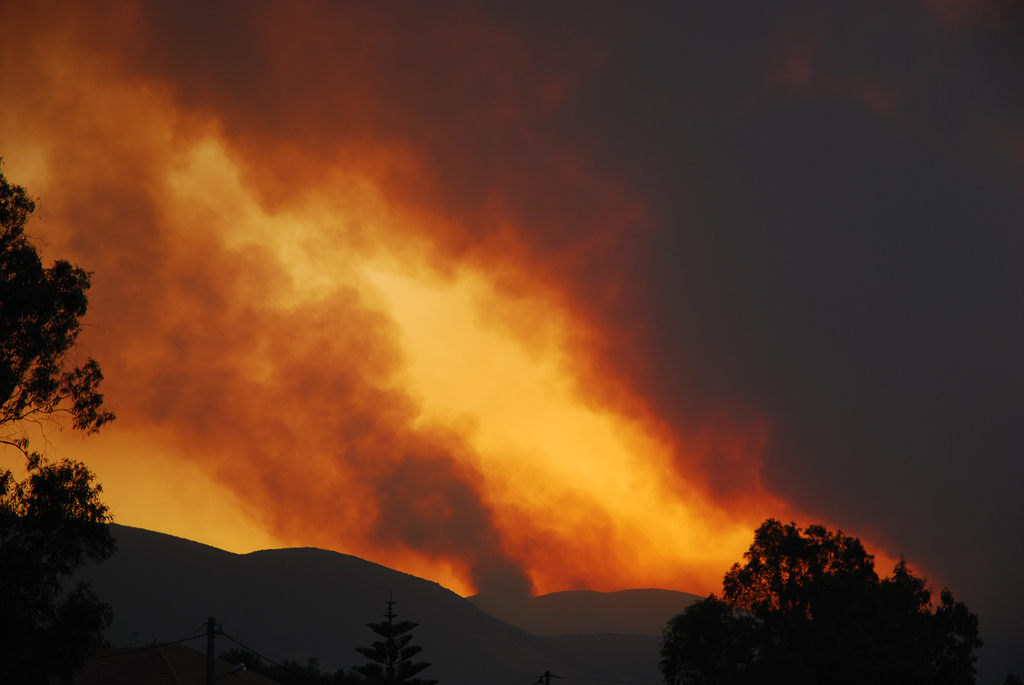
Пожар

Причины пожара кроются в сочетании нескольких неблагоприятных факторов (климатических, географических и человеческих), и до этого неоднократно приводивших к пожарам в стране в этом сезоне.

### Климат
Греция, особенно южная, отличается тёплым, сухим климатом (см. средиземноморский климат), малым количеством осадков осенью и летом. Здесь мало осадков, а речки коротки, малочисленны и маловодные, большинство пересыхает летом. Лето 2007 отличалось особой засушливостью, три антициклона с температурами, достигающими 40 °C, успели пройти над Грецией за период с июня по сентябрь, а жертвами эпизодических пожаров к августу стали 9 человек.

### География
Как и вообще в Средиземноморье, преобладающий рельеф на юге региона — холмы и невысокие засушливые горы и плоскогорья (на востоке) с преобладающей сухой кустарниковой растительностью, в значительной степени выгоревшей к концу лета от палящего солнца.

### Погода
В августе-октябре в Греции стоит сухая тёплая погода (в России известная как бархатный сезон). Даже небольшие ветра, которые начали дуть с моря, способствовали усилению пожара и распространению дыма. В августе 2007 порывы ветра усилились, а влажность воздуха упала до рекордно низкого 1 %. Подобные условия создали идеальные предпосылки к беспрепятственному разрастанию пожара. Дым от пожара значительно понизил качество воздуха, затруднил дыхание, сократил видимость, в том числе в столице (Афины).

## Организация
Правительство объявило чрезвычайное положение и эвакуацию населения из пострадавших районов, а также обратилось за помощью к международным организациям.

### Оценки ущерба
Летом 2007 в Греции было зарегистрировано свыше 3 000 очагов возгорания. В целом пострадала территория площадью 2 800 км²., среди которых значительную долю составляли ценные оливковые рощи и другие сельскохозяйственные угодья. 2800 км² 1 500 (55,6 %) составили дикие леса Южной Греции.